# Klee Spiele
Klee Spiele war ein deutscher Spieleverlag aus Fürth. Mittlerweile ist Klee eine Handelsmarke des Franckh-Kosmos-Verlags.

## Geschichte

### Gründungszeit
1884 gründete der Kaufmann Ludwig Kleefeld in Fürth die Nürnberger Spielefabrik L. Kleefeld & Co. in der verschiedene Brett-, Karten-, Beschäftigungs- und Kubusspiele hergestellt wurden. Ab 1907 führte Leopold Bomeisl, ein Schwiegersohn Kleefelds, die Geschäfte.

### Aufstieg und Umzug nach Nürnberg
Als sein Bruder Moritz Bomeisl 1915 ebenfalls in das Unternehmen einstieg, schafften sie es, in die Spitzengruppe der deutschen Spielwarenbranche aufzusteigen. 1926 zog das Unternehmen nach Nürnberg um. Kleefeld beschäftigte dort bis zu 180 Mitarbeiter. Neben Spielen wurden auch Zauberkästen, Tischtennis, Tischcroquet, Ausschneidebögen und Hampelmänner hergestellt. Spiele wurden auch exportiert; so sind heute noch Spiele in Englisch, Französisch, Holländisch, Spanisch und Portugiesisch zu finden.

### Arisierung des Unternehmens im Dritten Reich
Der Katalog des Unternehmens umfasste im Jahr 1937 auf 52 Seiten mehrere hundert Artikel. Anfang 1938 war auch das Spiel Monopoly im Klee-Programm. Tribute wie „Feindliche Flieger in Sicht“ brachten den Unternehmensinhabern nichts, sie waren gezwungen Klee abzugeben. 1939 übernahm Max Herbart aus Steinach, der Besitzer des seit 1888 bestehenden Unternehmens Christian Herbart Klee. Das bekannte Kleeblatt als Markenzeichen wurde beibehalten, die Buchstaben CH wurden im Kleeblatt hinzugefügt. Zusätzlich zu den alten Kleespielen, bei denen nur der Unternehmensname (Firma) und das Logo geändert wurden, kamen nun Titel wie „Sprung auf, marsch marsch!“, „Sport, die Ertüchtigung des Volkes“, „Vereint gegen den Feind“ hinzu. Leopold Bomeisl emigrierte nach Rotterdam, wo er aber 1942 von der Gestapo aufgespürt wurde. Er und seine Frau kamen im Vernichtungslager Sobibor in Polen um.

### Neuanfang nach dem Krieg
Moritz Bomeisl überlebte den Zweiten Weltkrieg. Das Unternehmen hatte sehr unter dem Kriege gelitten. Nach der Rückerstattung des Unternehmens baute er es wieder auf und leitete es bis zu seinem Tod. Da die alten Druckplatten noch erhalten waren, wurden viele erfolgreiche Spiele der Vorkriegszeit unverändert neu aufgelegt. Nach dem Tod von Moritz Bomeisl 1952 führten die Witwe Auguste Bomeisl und ihr Schwager Leonhard Kreppner die Geschäfte.

### Zusammenschluss mit verschiedenen Partnern

Aktuelles Logo

1966 übernahm Herbert Kreppner, der Sohn von Leonhard Kreppner, das Unternehmen, welches er bis 1997 führte. Herbert Kreppner verband das Unternehmen 1978 mit dem Nürnberger Konkurrenten Spear. Als Spear 1984 den Nürnberger Standort aufgab, wechselte das Unternehmen wieder seinen Sitz zurück an den Gründungsort Fürth und änderte die Firma von Nürnberger Spielefabrik L. Kleefeld & Co. in Klee-Spiele GmbH. Nach der Trennung von Spear war Schmidt Spiele ein neuer Miteigentümer und Partner. Als Schmidt Spiele 1997 in wirtschaftliche Schwierigkeiten geriet und von der Blatz-Gruppe übernommen wurden, drohte auch für Klee das Aus. Der Geschäftsführer und Miteigentümer Ernst Pohle erwarb die restlichen Anteile vom Konkursverwalter und fand mit Franckh-Kosmos einen neuen Partner. Klee ist nun eine Spielemarke von Franckh-Kosmos.